# Sini, Sardinien
Sini är en ort och kommun i provinsen Oristano i regionen Sardinien i Italien. Kommunen hade 529 invånare (2017).